# Вільям Ерл

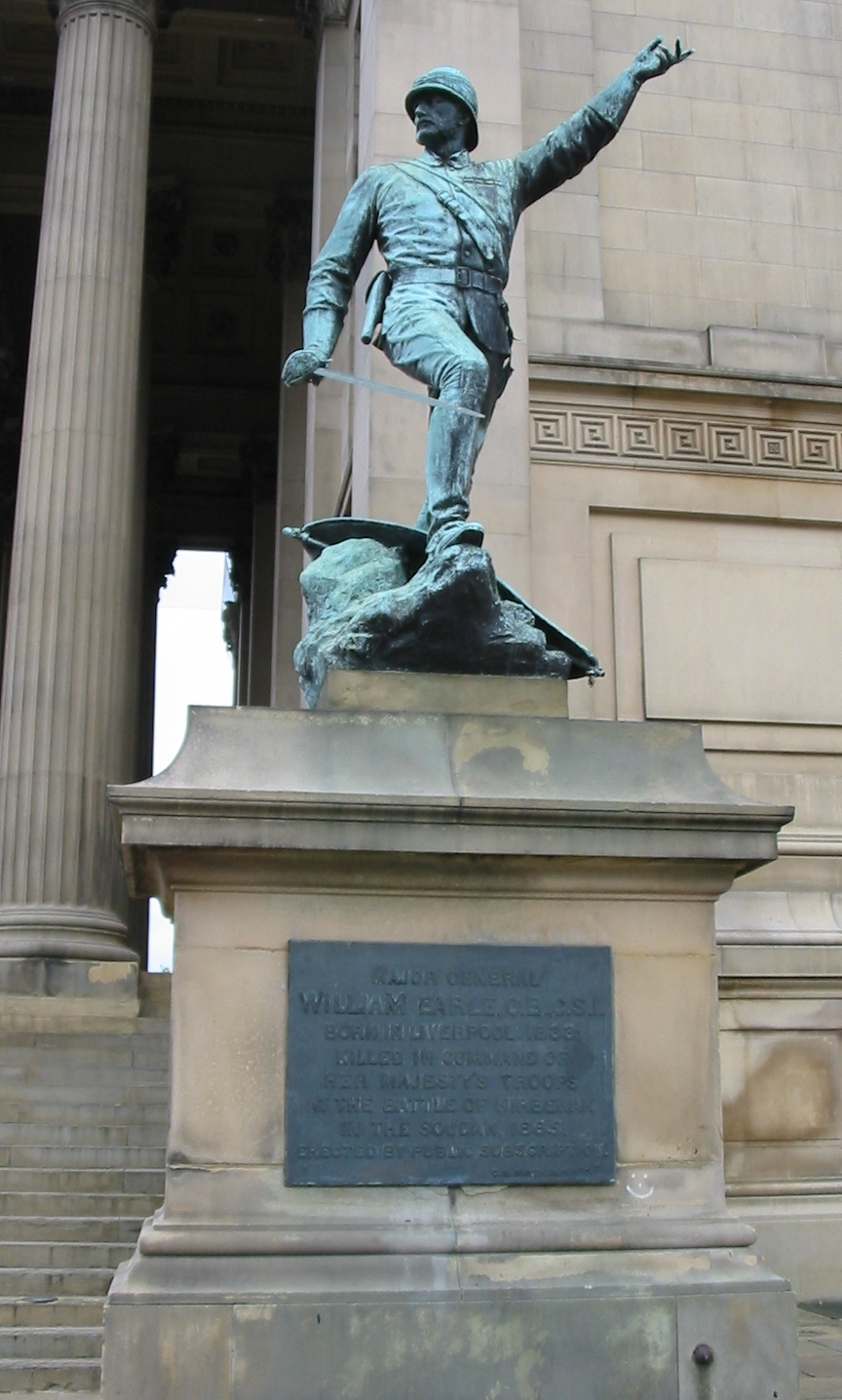
Статуя Вільяма Ерла біля Сент-Джордж-холу, Ліверпуль

Генерал-майор Вільям Ерл (18 травня 1833 — 10 лютого 1885) — офіцер британської армії 19-го століття.

## Військова кар'єра
Він мав успішну військову кар'єру, відзначену нагородами, включаючи Кавалера Ордена Лазні.
Він воював у Кримській війні, а пізніше брав участь у Нільській експедиції, намагаючись допомогти генералу Гордону під час облоги Хартума. Він був убитий після битви при Кірбекані.

## Особисте життя
Вільям Ерл народився в Ліверпулі, був сином купця сера Хардмана Ерла, 1-го баронета та його дружини Мері (уроджена Ленгтон). Він одружився з Мері Кодрингтон, дочкою Вільяма Кодрингтона 21 липня 1864 року. Його дідом був работорговець Томас Ерл.

## Спадщина
Бронзова статуя йому встановлена біля Сент-Джордж-холу, Ліверпуль скульптором Чарльз Белл Бірч. Також є кам'яний бюст генерала Ерла в англіканській церкві Святого Марка в Александрії, Єгипет. Цей бюст згадується Е. М. Форстер у його «Александрія: Історія та путівник» і Лоуренс Даррелл у його романі «Жюстін», першому томі «Александрійського квартету».